# Coppa del Mondo di salto con gli sci 1985
La Coppa del Mondo di salto con gli sci 1985, sesta edizione della manifestazione organizzata dalla Federazione Internazionale Sci, ebbe inizio l'8 dicembre 1984 a Thunder Bay, in Canada, e si concluse il 24 marzo 1985 a Štrbské Pleso, in Cecoslovacchia. Furono disputate 21 delle 23 gare previste, tutte maschili, in 17 differenti località: 8 su trampolino normale, 12 su trampolino lungo e 1 su trampolino per il volo.
Nel corso della stagione si tennero a Seefeld in Tirol i Campionati mondiali di sci nordico 1985 e a Planica i Campionati mondiali di volo con gli sci 1985; in entrambi i casi le gare non erano valide ai fini della Coppa del Mondo, il cui calendario contemplò dunque interruzioni nel mese di gennaio e in quello di marzo.
Il finlandese Matti Nykänen si aggiudicò, per la seconda volta, la coppa di cristallo, il trofeo assegnato al vincitore della classifica generale, mentre il tedesco orientale Jens Weißflog vinse il Torneo dei quattro trampolini, le cui prove furono ritenute valide anche ai fini della classifica di Coppa. Non vennero stilate classifiche di specialità; Weißflog era il detentore uscente di entrambi i trofei.

## Risultati
| Data                          | Località               | Nazione        | Trampolino                | Spec. | Primo                | Secondo           | Terzo                                         |
| ----------------------------- | ---------------------- | -------------- | ------------------------- | ----- | -------------------- | ----------------- | --------------------------------------------- |
| 8 dicembre 1984               | Thunder Bay            | Canada         | Big Thunder K89           | NH    | Andreas Felder       | Pentti Kokkonen   | Ernst Vettori                                 |
| 9 dicembre 1984               | Thunder Bay            | Canada         | Big Thunder K120          | LH    | Andreas Felder       | Jari Puikkonen    | Ernst Vettori                                 |
| 15 dicembre 1984              | Lake Placid            | Stati Uniti    | MacKenzie Intervale K86   | NH    | Andreas Felder       | Jiří Parma        | Ernst Vettori                                 |
| 16 dicembre 1984              | Lake Placid            | Stati Uniti    | MacKenzie Intervale K114  | LH    | Andreas Felder       | Jari Puikkonen    | Per Bergerud                                  |
| Torneo dei quattro trampolini |                        |                |                           |       |                      |                   |                                               |
| 30 dicembre 1984              | Oberstdorf             | Germania Ovest | Schattenberg K115         | LH    | Ernst Vettori        | Matti Nykänen     | Andreas Felder                                |
| 1º gennaio 1985               | Garmisch-Partenkirchen | Germania Ovest | Große Olympiaschanze K107 | LH    | Jens Weißflog        | Jari Puikkonen    | Klaus Ostwald                                 |
| 4 gennaio 1985                | Innsbruck              | Austria        | Bergisel K109             | LH    | Matti Nykänen        | Jens Weißflog     | Pavel Ploc                                    |
| 6 gennaio 1985                | Bischofshofen          | Austria        | Paul Ausserleitner K111   | LH    | Hroar Stjernen       | Klaus Ostwald     | Piotr Fijas                                   |
| 8 gennaio 1985                | Cortina d'Ampezzo      | Italia         | Italia K92                | NH    | Roger Ruud           | Halvor Persson    | Andreas Bauer                                 |
| 9 febbraio 1985               | Sapporo                | Giappone       | Miyanomori K90            | NH    | Matti Nykänen        | Ladislav Dluhoš   | Per Bergerud                                  |
| 10 febbraio 1985              | Sapporo                | Giappone       | Ōkurayama K110            | LH    | Masahiro Akimoto     | Matti Nykänen     | Tuomo Ylipulli                                |
| 13 febbraio 1985              | Sankt Moritz           | Svizzera       | Olympiaschanze K94        | NH    | Ernst Vettori        | Matti Nykänen     | Jens Weißflog                                 |
| 15 febbraio 1985              | Gstaad                 | Svizzera       | Mattenschanze K88         | NH    | annullata            | annullata         | annullata                                     |
| 17 febbraio 1985              | Engelberg              | Svizzera       | Gross-Titlis-Schanze K120 | NH    | Jens Weißflog        | Ernst Vettori     | Ladislav Dluhoš                               |
| 23 febbraio 1985              | Harrachov              | Cecoslovacchia | Čerťák K180               | FH    | Ole Gunnar Fidjestøl | Miran Tepeš       | Jiří Parma Trond Jøran Pedersen Tadeusz Fijas |
| 24 febbraio 1985              | Harrachov              | Cecoslovacchia | Čerťák K180               | FH    | annullata            | annullata         | annullata                                     |
| 1º marzo 1985                 | Lahti                  | Finlandia      | Salpausselkä K88          | NH    | Matti Nykänen        | Pavel Ploc        | Mike Holland                                  |
| 3 marzo 1985                  | Lahti                  | Finlandia      | Salpausselkä K113         | LH    | Andreas Felder       | Matti Nykänen     | Jari Puikkonen                                |
| 5 marzo 1985                  | Örnsköldsvik           | Svezia         | Paradiskullen K82         | NH    | Jiří Parma           | Miran Tepeš       | Masahiro Akimoto                              |
| 8 marzo 1985                  | Falun                  | Svezia         | Lugnet K112               | LH    | Andreas Felder       | Pavel Ploc        | Ernst Vettori                                 |
| 10 marzo 1985                 | Oslo                   | Norvegia       | Holmenkollen K105         | LH    | Matti Nykänen        | Franz Wiegele     | Gérard Balanche                               |
| 23 marzo 1985                 | Štrbské Pleso          | Cecoslovacchia | MS 1970 K88               | NH    | Matti Nykänen        | Richard Schallert | Vegard Opaas                                  |
| 24 marzo 1985                 | Štrbské Pleso          | Cecoslovacchia | MS 1970 K114              | LH    | Matti Nykänen        | Ernst Vettori     | Richard Schallert                             |

Legenda:

NH = trampolino normale

LH = trampolino lungo

FH = volo con gli sci

## Classifiche

### Generale
| Pos. | Nome             | Nazione        | Punti |
| ---- | ---------------- | -------------- | ----- |
| 1    | Matti Nykänen    | Finlandia      | 224   |
| 2    | Andreas Felder   | Austria        | 198   |
| 3    | Ernst Vettori    | Austria        | 176   |
| 4    | Jens Weißflog    | Germania Est   | 151   |
| 5    | Jiří Parma       | Cecoslovacchia | 139   |
| 6    | Jari Puikkonen   | Finlandia      | 125   |
| 7    | Pavel Ploc       | Cecoslovacchia | 117   |
| 8    | Masahiro Akimoto | Giappone       | 89    |
| 9    | Per Bergerud     | Norvegia       | 88    |
| 10   | Mike Holland     | Stati Uniti    | 86    |
|      | Miran Tepeš      | Jugoslavia     | 86    |

### Torneo dei quattro trampolini
| Pos. | Nome          | Nazione        | Punti |
| ---- | ------------- | -------------- | ----- |
| 1    | Jens Weißflog | Germania Est   | 855   |
| 2    | Matti Nykänen | Finlandia      | 841   |
| 3    | Klaus Ostwald | Germania Est   | 830   |
| 4    | Ernst Vettori | Austria        | 819   |
| 5    | Pavel Ploc    | Cecoslovacchia | 805   |

### Nazioni
| Pos. | Nazione        | Punti |
| ---- | -------------- | ----- |
| 1    | Finlandia      | 577   |
| 2    | Austria        | 526   |
| 3    | Norvegia       | 417   |
| 4    | Cecoslovacchia | 400   |
| 5    | Germania Est   | 271   |